# Хороший год (фильм)
«Хоро́ший год» (англ. A Good Year) — британская романтическая комедия 2006 года режиссёра Ридли Скотта, действие которой происходит в Лондоне и Провансе. Фильм снят по мотивам одноимённого романа 2004 года британского писателя Питера Мейла.
Российская премьера фильма состоялась 9 ноября 2006 года.

## Сюжет
Юный Макс Скиннер (Фредди Хаймор) проводит летние каникулы в Провансе, в «Ла Сирок» (фр. Château La Siroque), винодельческом хозяйстве своего дяди Генри. Дядя учит мальчика любить простые радости бытия и прививает важные жизненные ценности.
Действие фильма продолжается спустя двадцать пять лет в Лондоне, где Макс (Рассел Кроу) предстаёт энергичным, удачливым и беспринципным биржевым трейдером.
После смерти дяди он отправляется в Прованс, собираясь продать унаследованное им поместье. Он объявляет о своём решении виноделу Франсису Дюфло, который больше двадцати лет работал с его дядей. Наутро Макс обнаруживает, что последствия проведённых им рискованных операций на бирже требуют его срочного возвращения в Лондон. По просьбе своего агента по недвижимости Чарли Уиллиса он делает несколько фотографий поместья и случайно падает в пустой бассейн. Все его попытки выбраться оказываются тщетными, пока не появляется Фанни Шеналь, которую он сбил с велосипеда своим прокатным «Смартом» днём ранее. Чтобы отомстить Максу за падение, она открывает краны и наполняет бассейн. В конце концов Макс выбирается из воды, но опаздывает на самолёт и пропускает встречу со своим боссом, сэром Найджелом, тот в гневе отстраняет его от работы на неделю.
Макс начинает предпродажную подготовку «Ла Сирок» вместе с Франсисом, который соглашается помогать ему в обмен на право остаться виноделом в поместье после продажи. Макс заказывает у местного энолога отчёт о состоянии своих виноградников и выясняет, что лозы ничего не стоят, а вино «Ла Сирок», которое производил его дядя, невозможно пить. Вскоре в поместье появляется юная американка из долины Напа Кристи Робертс, представляющаяся дочерью Генри Скиннера. Её мать познакомилась с Генри, когда он путешествовал по Соединенным Штатам. Макс, опасаясь её притязаний на наследство, советуется с нотариусом, Натали Озе. Выясняется, что согласно французским законам, незаконнорождённые дети имеют равные права в наследовании с законными родственниками, и при желании Кристи может опротестовать совершённую Максом сделку. Однако девушка и не думает о наследстве, она просто хочет побольше узнать об отце, которого никогда не видела.
Спустившись перед ужином в погреб, Макс обнаруживает там неизвестное вино высочайшего качества, «Ле Куан Пердю» («Потерянный уголок»), а Кристи, прекрасно разбирающаяся в тонкостях виноделия, выясняет в Интернете, что это очень дорогое гаражное вино является легендой Прованса, однако никто не знает производителя. Макс начинает ухаживать за невероятно привлекательной Фанни Шеналь, которая оказывается хозяйкой ресторана в ближайшем к поместью городке Горд. На свидание с ней Макс приносит бутылку «Ле Куан Пердю», и она подтверждает, что об этом уникальном вине в мире подлинных ценителей ходят легенды. Молодые люди проводят вместе ночь, а наутро Фанни расстаётся с Максом, поскольку его жизнь неразрывно связана с Лондоном, а её — с Провансом, и компромисс, по её мнению, невозможен.
Поместье продано американцам, Макс собирается домой. Однако, перед его глазами всё время всплывают картины детства, и он постепенно понимает, что живёт неправильно, не так, как его учил Генри. Франсис рассказывает ему, что легендарное «Ле Куан Пердю» производится здесь, в «Ла Сирок», а энолога подкупили, решив, что Макс потеряет интерес к продаже, когда узнает, что виноградники ничего не стоят. В архиве Генри он находит фотографию дяди с его возлюбленной, матерью Кристи. Поскольку на обороте фото рукой Генри сделана надпись: «Моя услада из Калифорнии», Макс понимает, что Кристи действительно его двоюродная сестра. Эта неделя в Провансе незаметно, но радикально изменяет все жизненные ценности Макса. Узнав о продаже «Ла Сирок», Кристи тоже покидает его. Однако, перед её отъездом Макс, мастерски владея почерком своего дяди, пишет на имя Кристи завещание на поместье, которое позволяет опротестовать сделку с американцами. В Лондоне босс Макса сэр Найджел предлагает ему партнёрство в компании или огромные отступные. Макс с удивлением обнаруживает, что прежняя жизнь больше не привлекает его. Макс выбирает деньги, выставляет лондонскую квартиру на продажу и возвращается в Прованс к Фанни. Они поселяются в «Ла Сирок» вместе с Кристи, которая с Франсисом продолжает дело Генри.

## В ролях
| Актёр            | Роль                                                                       |
| ---------------- | -------------------------------------------------------------------------- |
| Рассел Кроу      | Макс Скиннер, лондонский биржевой трейдер, наследник французского поместья |
| Марион Котийяр   | Фанни Шеналь, хозяйка французского ресторана                               |
| Эбби Корниш      | Кристи Робертс, незаконнорождённая дочь Генри Скиннера из штата Калифорния |
| Фредди Хаймор    | Макс Скиннер (в детстве)                                                   |
| Альберт Финни    | Генри Скиннер, дядя Макса                                                  |
| Том Холландер    | Чарли Уиллис, друг Макса                                                   |
| Рэйф Сполл       | Кенни                                                                      |
| Арчи Панджаби    | Джемма                                                                     |
| Ричард Койл      | Амис                                                                       |
| Дидье Бурдон     | Франсис Дюфло, винодел, работник поместья Генри Скиннера                   |
| Изабель Канделье | Людивин Дюфло                                                              |
| Кеннет Крэнем    | сэр Найджел, лондонский босс Макса                                         |

## Съёмочная группа
- режиссёр: Ридли Скотт.
- сценарий: Марк Клейн, Питер Мейл.
- продюсер: Марк Аллан, Лиза Эллзи, Бранко Лустиг.
- оператор: Филипп Ле Сурд.

## Съёмки
Французские съёмки проводились в местечках Бонньё и Горд, расположенных в департаменте Воклюз, а также в аэропорту Марселя и на железнодорожной станции Авиньона. Поместье же в действительности называется «Château La Canorgue». В Лондоне апартаменты Макса снимали в жилом комплексе «Альбион Риверсайд» в Баттерси. Съёмки проводились также в районе Бродгейт, в ресторане «Синяя птица» на Кингс-роуд и на Площади Пикадилли.

## Саундтрек
Название трека — исполнитель
- Moi… Lolita — Alizee
- How Can I Be Sure Of You — Гарри Нилссон
- Il faut Du Temps Au Temps — Makali
- Je Chante — Шарль Трене
- Breezin' Along With The Breeze — Джозефина Бейкер
- Jump Into The Fire — Гарри Нилссон
- The Wedding Samba — Эдмундо Рос, Edmundo Ros & His Orchestra
- Never Ending Song Of Love — Delaney & Bonnie
- Old Cape Cod — Патти Пейдж
- J’attendrai — Жан Саблон
- Gotta Get Up (Demo Version) — Гарри Нилссон
- Le Chant Du Gardian — Тино Росси
- Itsy Bitsy Petit Bikini — Ричард Энтони

А также треки
- Max-A-Million
- Le Coin Perdu
- Wisdom